# Сьюдад-Сандино
Сьюда́д-Санди́но (исп. Ciudad Sandino) — город и одноимённый муниципалитет в департаменте Манагуа Республики Никарагуа. Основан в 1969 году (до 17 июля 1979 года назывался OPEN-3) в пределах муниципалитета Манагуа и был выведен из его состава в декабре 1999 года.
Численность населения — 101 929 человек (по переписи 2012 года).

## География
Расположен в 12 км к западу от столицы Никарагуа — города Манагуа, в 3 км от берега озера Манагуа. В пределах города проходит дорога Манагуа — Матеаре — Нагароте — Ла-Пас-Сентро — «автодорога Манагуа — Леон — Чинандега».

## История
Частые наводнения 1969—1971 годов прибрежных поселений Техера, Лос-Пескадорес, Акавалинка, Миралагос и Кинта-Нина на озере Манагуа привели к переселению людей на более безопасное место. Они поселились на территории бывшего имения Конча (ныне центр города, зоны 1, 2, 4). Ещё одной причиной роста нового города стало землетрясение в Манагуа в 1972 году. В связи с этим событием была организована социальная программа, известная как Национальная экстренная операция № 3 (OPEN III), согласно которой переселенцам предлагались участки на территории нынешних зон 1, 2, 3 и 4 города Сьюдад-Сандино.
Активные действия Сандинистской революции 1979 года, особенно в восточных районах Манагуа и других департаментах страны, способствовали очередной миграции населения и образованию в городе новых районов. После окончания Сандинистской революции вместо названия OPEN стало популярно название Сьюдад-Сандино (исп. Ciudad Sandino — город Сандино), которое стало официальным в декабре 1999 года, когда был образован одноимённый муниципалитет.
В начале 1980-х годов, во время гражданской войны, существовал миграционный поток в направлении Сьюдад-Сандино. Администрация муниципалитета Манагуа разделила муниципалитет на районы, включавшие именование «Сьюдад-Сандино».
В октябре 1998 года ураган Митч стал причиной переселения около 10 тысяч человек в районе озера Манагуа. На западе Сьюдад-Сандино было создано сообщество Нуэва-Вида (исп. Nueva Vida — Новая жизнь).
Постоянная миграция и естественный прирост населения на географически небольшой площади — 51,11 км², из которых 12,5 км² являются городскими, стали причинами высокой плотности населения, превышающей средний показатель по стране (2000 чел./км²). Рост численности населения столицы Манагуа повлёк за собой и рост пригородного города Сьюдад-Сандино из-за его близости и хорошей транспортной связью со столицей.

## Население
Согласно переписи населения 2005 года в муниципалитете Сьюдад-Сандино проживало 75 083 человек, из них 72 501 человек — в самом городе. По данным переписи 2012 года в муниципалитете проживало 101 929 человек.